# 马修·埃蒙斯
马修·埃蒙斯（英語：Matthew Emmons，1981年4月5日—）是一位美国射击运动员。
埃蒙斯以成功的少年运动员身份起步。创下50米运动步枪三种姿势少年世界纪录，并在2002年ISSF世界杯决赛和2004年国际射击运动联合会世界杯决赛中获胜。在2002年ISSF冠军赛和2004年雅典奥运会射击比赛中他获得50米运动步枪俯卧冠军。在雅典他几乎获得历史性的双重冠军，但是在三种姿势比赛中他决赛最后一枪误击了邻近的靶，因此仅获第八名。埃蒙斯在2008北京奥运会上再次上演惊天失误，最后一靶仅射出4.4环，将金牌拱手让给中国运动员邱健。2010年，埃蒙斯被查出患有甲状腺癌，但经过化疗后重返赛场，并参与2012伦敦奥运会男子10米气步枪和步枪三姿赛事。尽管，埃蒙斯在10米气步枪赛事止步预赛，但在步枪三姿赛事中他第三次站在决赛舞台上。这次，埃蒙斯在最后一轮时还领先第三名的韩国选手金钟铉，几乎可以锁定一枚银牌。谁料前两届的悲剧再次重演，埃蒙斯最后一枪只打出7.6环，以1.2环之差屈居第三名，获得铜牌。
埃蒙斯目前是注册于阿拉斯加费尔班克斯大学的学生。他的妻子是捷克射击运动员卡塔琳娜·库尔科娃。

## 08北京奥运世界媒体评论摘要
- 美联社：再一次，埃蒙斯最后一枪又犯下致命错误，葬送了一块金牌。
- 法新社：埃蒙斯在最后一枪中仅仅打出4.4环的可怜成绩，这个伤心的结果让人想起了4年前的一幕。
- 路透社：埃蒙斯的荒诞失误，让人想起了4年前他在雅典“脱靶”的离奇故事。
- 德国《图片报》：这是一场悲剧，美国选手埃蒙斯成为奥运会中最不走运的人。
- 英国《太阳报》：中国选手邱健获得金牌，但是，埃蒙斯才是这场比赛的主角。相比于邱健最终的金牌，埃蒙斯的失误更加令人难忘。
- 新华网：夺得奥运金牌也许不算奇迹，创造奥运历史才是传奇。因此，埃蒙斯值得尊重！[1]

## 参看
- 卡特日娜·埃蒙斯